# Before I'll Die
Before I'll Die è il secondo album del gruppo musicale polacco Blog 27. È il primo album registrato senza la seconda cantante Alicja Boratyn ed è stato pubblicato in Polonia il 18 aprile 2008. L'album presenta sonorità più hip hop e pop punk del precedente e ha raggiunto la terza posizione della classifica degli album polacca.

## Tracce
1. Cute (I'm Not Cute!)
2. That Lady
3. Cry And Die!
4. Finally (Outta' Ma Life!)
5. Fuck U!
6. Do U Care?!
7. 2 Fast 2 Live
8. Nothing's Gonna Change
9. Whoever Whatever
10. Feel It, Shout It!
11. Tell Me Y
12. Where's Ma Place?

## Classifiche e certificazioni
| Classifica            | Certificatore | Posizione raggiunta | Classifica annuale 2008 | Certificazione | Vendite |
| --------------------- | ------------- | ------------------- | ----------------------- | -------------- | ------- |
| Polonia Top 50 Albums | OLiS          | 3                   |                         | GOLD           | 15,000+ |